# Префектура (Бразилия)
Префектура, (на португалски: Prefeitura) в Бразилия е седалището на изпълнителната власт на общината, подобно на кметството в България. Тя се оглавява от префекта (на португалски: prefeito — кмет) и се разделя на служби на управление, като например образованието, здравеопазването или околната среда. Терминът може също да се отнася за общинската сграда в която е седалището на управлението на общината, и съответно — кабинета на кмета.

## История
Префектурата като институция е сравнително нова в историята на Бразилия. Тя е наследник на общинската камара, интендантския съвет и общинското интендантство.
През целия период на колониална Бразилия, най-висшата общинска административна институция е общинската камара, която тогава има по-широк спектър от функции в сравнение с днес. По това време например общината събира данъци; регулира упражняването на свободни професии и занаяти, търговията, създаването и управлението на затворите, т.е. широка гама от дейности в три области на управление: изпълнителната, законодателната и съдебната власт, по подобие на португалския модел на управление на общините (все още в сила в Португалия).
С Независимостта на Бразилия, автономията на общинските камари е драстично намалена. Бразилската империя централизира държавната администрация посредством Конституцията от 1824 г. Мандатът бива фиксиран на четири години, а членът на камарата (vereador), получил най-много гласове поема нейното председателство. Новият председател, заедно с новите функции, продължава да отговаря за функции, сравними с тези които имат днешните кметове, в допълнение към задълженията си като член на общинската камара и като председател на Камарата на общинските съветници (Câmara dos Vereadores).
При обявяването на Републиката през 1889 г., общинските камари се разпускат, а властта им — променена. Президентите на щатите придобиват правото да назначават членове на „Управителния съвет“ (Conselho de Intendência). Тези съвети са отговорни единствено пред общинската изпълнителна власт, разграничавайки я от законодателната власт, за която отговарят общинските камари (след възстановяването им).
В същото време продължава да съществува, в повечето случаи, съвпадение между постовете интендант и президент на Камарата, въпреки че така излиза че един човек е отговорен за две независими помежду си власти, изпълнителната и законодателната. Интендантът се избира от президента на всеки щат на федерацията, бидейки в повечето случаи президент на общинския законодателен орган, пост за който е бил избран от членовете на камарата.
През 1905 е създадена фигурата „генерален интендант“ и е основано т.нар. „общинско интендантство“, с което се прекратява съвпадението между постовете интендант и президент на Камарата. Въпреки това, щом членовете на общинската камара – и, следователно, непряко и президента на Камарата се избират от народа, генералния интендант продължава да бъде назначаван от президента на всеки щат.
Тази система остава в сила до 1930 г., когато, с Революцията от 1930 и с началото на Ерата Варгас, се създава фигурата на префекта и се основава „префектурата“, на която се възлагат функциите на изпълнителната власт на общината, по подобие на бившето общинско интендантство. След приемането на новата конституция от 1934, префектът (кметът) вече се избира от народа, с някои изключения по време на диктатурите и военните режими в историята на Бразилия, когато кметът отново се избира чрез назначение от федералното или щатското правителство.

## Галерия
- Префектури в Бразилия
- Паласио Фелипи Камарао, щаб на префектурата на Натал
- Строеж на нов медицински център „Санта Рита ди Касия“, възложен от префектурата на Бело Оризонти
- Префектура на община Коронел Фабрисиано, Минас Жерайс
- Префектура на община Параиба до Сул